# Cottinella boulengeri
Cottinella boulengeri är en fiskart som först beskrevs av Berg, 1906.  Cottinella boulengeri ingår i släktet Cottinella och familjen Abyssocottidae. Inga underarter finns listade i Catalogue of Life.